# CMD FD
CMD FD indica una linea di unità a dischi floppy per gli home computer a 8 bit della Commodore. Come supporto di memorizzazione sono usati dei floppy disk da 3½" che garantiscono una capacità di memorizzazione nettamente superiore a quella dei floppy disk drive prodotti da Commodore.

## Caratteristiche
Oltre alla maggiore capacità di meomorizzazione dei dati, la serie offre altre caratteristiche non presenti nel commodore 1581.
- Un tasto presente sul pannello frontale della scheda di espansione permette lo scambio del device number, senza quindi il bisogno di digitare nessun comando dal computer.
- È presente una modalità che emula il commodore 1541, in questo caso è gestita una partizione con le stesse caratteristiche e capacità di tale dispositivo.
- Sono supportate la gestione delle partizioni e delle sottocartelle.
- Opzionalmente può essere aggiunto un'estensione che dota questo dispositivo di un orologio in tempo reale. Tramite questo orologio in tempo reale si possono associare ai file memorizzati le date di creazione e di modifica. Allo stesso modo eseguendo il sistema operativo GEOS la data di sistema verrà impostata automaticamente alla data attuale.
- La serie è compatibile con il JiffyDos sempre di CMD. Per usare il JiffyDos con un drive della Commodore occorre sostituire sia il chip del KERNAL dentro al computer che il chip presente sul floppy drive contenente la ROM. Con la serie FD è sufficiente sostituire il solo chip del KERNAL presente sul computer.

## Modelli famosi
- Il modello FD-2000 può memorizzare 1600 kB di dati su floppy disk, double-sided e high-density, standard.
- Il modello FD-4000 immagazzina 3200 KB di dati su floppy extra-high-density.

Come paragone il Commodore 1581 supporta solo 800 KB di dati su floppy disk, double-sided, double-density, sempre da 3½".